# Bataung
Die Bataung sind eine Ethnie in Südafrika und Lesotho, wo sie im Volk der Basotho aufgegangen sind. Ihr Totem ist der Löwe. Sie lebten ursprünglich weiter nordwestlich im Bereich der Flüsse Vaal und Sand und sind mit den Barolong verwandt. In ihrem ursprünglichen Siedlungsgebiet in der heutigen südafrikanischen Provinz Nordwest liegt der Ort Taung. 

## Geschichte
In den 1820er Jahren floh eine Gruppe von ihnen unter Moletsane vor den Ndebele südwärts. Sie ersuchten das Oberhaupt der Bakoena, Moshoeshoe I., um Schutz. Er ließ die Bataung westlich des Caledon siedeln. Als diese Gebiete in den 1860er Jahren im Seqiti-Krieg verlorengingen, zog Moletsane mit vielen Bataung auf die Ostseite des Caledons, wo sie um Siloe und Maboloka herum ansässig wurden und im Volk der Basotho aufgingen. Sie sprechen wie die meisten Einwohner Lesothos Sesotho. 
Die westlich der Grenze in den früheren Provinzen Oranje-Freistaat lebenden Bataung wurden zur Zeit der Apartheid zum Homeland Bophuthatswana, das den Batswana vorbehalten war, gerechnet. Dagegen wehrten sich die Bataung, die sich als Basotho fühlten, ebenso wie die Bataung im damaligen Transvaal erfolglos. 1997 wählten sie einen Nachfahren Moletsanes zum neuen Oberhaupt.
Die Geschichte der Bataung wurde um 1900 von dem Schweizer Missionar der Société des missions évangéliques de Paris, David Frédéric Ellenberger, aufgeschrieben.